# Piilojärvi (sjö i Finland)
Piilojärvi är en sjö i Finland. Den ligger i kommunen Kuhmo i landskapet Kajanaland, i den östra delen av landet, 500 km nordost om huvudstaden Helsingfors. Piilojärvi ligger 239 meter över havet. Arean är 23,1 hektar och strandlinjen är 3,13 kilometer lång. Sjön  ingår i Uleälvens huvudavrinningsområde. 